# Queen at Wembley

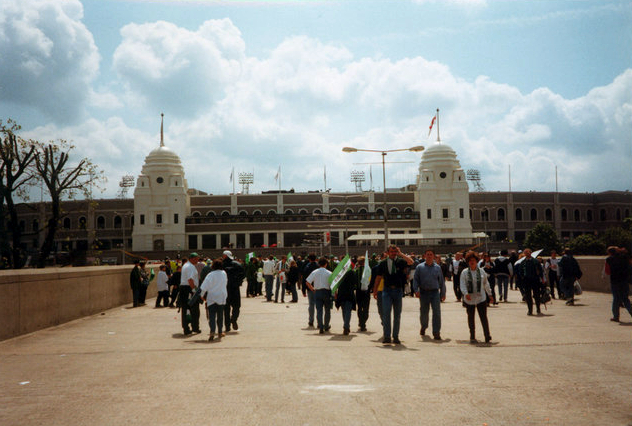
Старый «Уэмбли». Фото 1996 года

Queen at Wembley — концертное видео английской рок-группы Queen, вышло на VHS 3 декабря 1990 года, и на DVD 17 июня 2003 года. На нём показан концерт группы на стадионе «Уэмбли» в Лондоне, 12 июля 1986 года в рамках «Magic Tour» в поддержку альбома A Kind of Magic. Они дали 2 концерта, в пятницу и в субботу, собрав в общей сложности 160 тыс. зрителей. Кроме группы, в концерте принимал участие Спайк Эдни, игравший на гитаре и клавишных. Группой разогрева выступили INXS.
В честь 25-летия концерта вышло специальное издание, содержащее полную видеозапись пятничного концерта. Аудиоверсия концерта 12 июля была выпущена на альбоме Live at Wembley ’86 в 1992 году.
В честь 65-летия со дня рождения Фредди Меркьюри, в 2011 году, в течение 2 дней концерт транслировался на официальном канале группы на YouTube.

## Диск 1
1. One Vision
2. Tie Your Mother Down
3. In the Lap of the Gods
4. Seven Seas of Rhye
5. Tear It Up
6. A Kind of Magic
7. Under Pressure
8. Another One Bites the Dust
9. Who Wants to Live Forever
10. I Want to Break Free
11. Impromptu
12. Brighton Rock
13. Now I’m Here
14. Love of My Life
15. Is This the World We Created?
16. (You’re So Square) Baby I Don’t Care
17. Hello Mary Lou
18. Tutti Frutti
19. Gimme Some Lovin’
20. Bohemian Rhapsody
21. Hammer to Fall
22. Crazy Little Thing Called Love
23. Big Spender
24. Radio Ga Ga
25. We Will Rock You
26. Friends Will Be Friends
27. We Are the Champions
28. God Save the Queen

## Диск 2

### Road To Wembley
1. Интервью Брайана Мэя и Роджера Тейлора (28 минут).
2. Интервью Гавина Тейлора (режиссёр) и Джери Стикелза (менеджер тура) (19 минут).
3. A Beautiful Day — документальный фильм о подготовке концертов Queen на Уэмбли (30 минут).
4. Wembley Towers — кадры с демонтирования стадиона Уэмбли, идущие с воспоминаниями Роджера и Брайана о концертах на этом знаменитом стадионе под музыку из «These Are the Days of Our Lives» (5 минут).

### Unseen Magic
1. Friday Concert — лучшие моменты пятничного концерта (28 минут).
2. Rehearsals — любительская съемка с репетиций концерта (15 минут).
3. Gallery — галерея фотографий с концерта (5 минут).

### Queen Cams
Можно наблюдать за любым участником группы в отдельности во время исполнения следующих песен:
1. One Vision
2. Now I’m Here
3. Under Pressure
4. We Are the Champions

## Чарты
| Страна         | Чарты             | Чарты  | Чарты        | Продажи |
|                | Наивысшая позиция | Недели | Сертификация |         |
| -------------- | ----------------- | ------ | ------------ | ------- |
| США            |                   |        | 5x Платина   | 500 000 |
| Великобритания |                   |        | 4x Платина   | 315 000 |
| Нидерланды     |                   |        | 2x Платина   | 160 000 |
| Германия       |                   |        | 5x Золото    | 125 000 |
| Франция        |                   |        | Бриллиант    | 113 000 |
| Австралия      |                   |        | 6x Платина   | 90 000  |
| Португалия     |                   |        | 11x Платина  | 44 000  |
| Япония         |                   |        |              | 27 000  |
| Испания        |                   |        | Платина      | 25 000  |
| Южная Африка   |                   |        | Золото       | 25 000  |
| Канада         |                   |        | 3x Платина   | 15 000  |
| Польша         |                   |        | Платина      | 10 000  |
| Новая Зеландия |                   |        | 2x Платина   | 10 000  |
| Австрия        |                   |        | Золото       | 5000    |
| Дания          |                   |        | Золото       | 4000    |